# Morihiro Saito
Morihiro Saito (斉藤守弘Saitō Morihiro, 31. března 1928 – 13. května 2002) byl učitel japonského bojového umění aikido s mnoha studenty po celém světě. Saitoova praxe aikido trvala 56 let. Od jeho 18 let, kdy se poprvé setkal se zakladatelem aikida Moriheim Uešibou, až do své smrti v roce 2002.

## Raný život
Morihiro Saito se narodil v prefektuře Ibaraki v Japonsku 31. března 1928. Vyrůstal v chudé zemědělské vesnici ve 30. a na počátku 40. let a vyprávěl, že měl stejný zájem o historické hrdiny jako je Jágjú Džúbei Mitcujoši a Goto Matabe, jako většina ostatních japonských chlapců. V japonských školách se v té době učili studenti bojová umění kendo a džudo a Saito si vybral kendo.
V letech bezprostředně následujících po konci 2. světové války bylo GHQ (Okupační síly USA) zakázáno nošení zbraní jakéhokoli druhu, stejně jako praktikování bojových umění. V důsledku toho Saito cítil, že by měl studovat nějaký druh neozbrojené sebeobranné techniky a začal trénovat Šintó-rjú karate na Šudokanu v Meguro. Po krátké době ho jeho práce u japonských národních drah přenesla do Iwamy a byl nucen najít si jiný trénink bojových umění, protože si myslel, že džudo bude užitečným doplňkem jeho dovedností kendo a karate a začal trénovat v džudo dodžo v Išioce. V létě 1946 však Saito slyšel příběhy o „starém muži, který dělal podivné techniky nahoře na hoře poblíž Iwamy“. Zdálo se, že lidé byli zmatení z toho, jaké bojové umění přesně tento starý muž cvičí, ale jeden instruktor džuda řekl, že ten muž vyučuje „Uešiba-rjú Džudo“.

### Setkání se zakladatelem aikido
V červenci 1946 přinutil GHQ zákaz praktikování bojových umění Moriheie Uešibu k oficiálnímu „odejití“ z praxe na několik let. Uešiba využil této příležitosti, aby se izoloval v malém městě Iwama a zabýval se praktikováním asketického tréninku (šugjó) a někteří věří, že právě v tomto období Uešiba zdokonaloval praxi aikido.
V té době, ve věku 18 let, se Saito připojil k Uešibovi na školení, jehož součástí už tehdy byli učideši Kišomaru Uešiba, Koiči Tohei a Tadaši Abe. Tento raný výcvik byl docela brutální, ale poté co vydržel několik let se Saito stal jedním z Uešibových nejbližších studentů. Velká zásluha se připisuje náhodnému pracovnímu plánu, který měl Saito u japonských národních drah, kde Saito pracoval 24 hodin a poté měl 24 hodin volno. Výsledkem bylo, že Saito měl jedinečnou příležitost trénovat s Uešibou v nácviku meče a krátké hole, které se cvičilo každé ráno brzy před příchodem ostatních studentů.

### Výcvik
Trénink v Iwama dodžo sestával z velkého množství farmářských prací. Život studentů na plný úvazek sestával z modlitby každé ráno před východem slunce (ve svatyni aiki), dvou jídel rýžové kaše každý den a tréninku proloženého velkým množstvím práce na farmě. V důsledku toho, že Saito měl 24 hodin zapnutý a 24 hodin volno, pozice u National Railway znamenala, že bude trénovat a žít jako student každých 24 hodin. Nakonec se ostatní bydlící studenti odstěhovali a když se Saito vrátil z práce, trénoval sám s Uešibou.
Ačkoli jiní studenti jako Koiči Tohei trénovali s Uešibou více let než Saito, Saitoova práce mu umožnila trénovat téměř jako učideši po dlouhá období, jako jediný student.
Od roku 1946 až do Uešibovy smrti v roce 1969 sloužil Saito jako Uešibův asistent různými způsoby v Iwamě, zatímco jeho žena sloužila paní Hacu Uešibové. Během Saitova období jako deši učil třídy v Iwama dodžo.

### Uešibova smrt
Před svou smrtí Uešiba svěřil Morihirovi Saitovi zodpovědnost za vedení výuky v Iwama dodžo a také pozici správce Aiki Jinja v Iwamě.

## Metodika a filozofie školení
Saitova výuka aikido je zvláště připomínána pro svůj důraz na základy aikido a zvláště na vztah mezi ozbrojenými a neozbrojenými aspekty umění.

Kazuo Čiba (učideši Uešiby) v Aikikai Hombu Dodžo v Tokiu, připomněl zejména intenzitu tréninku, který probíhal v Iwama dodžo,
Velkou část členů v Iwama Dodžo tvořili místní farmáři, dříči, kteří trávili celé dny na polích. Měli silné kosti a velkou fyzickou sílu v kombinaci se zvláštním místním charakterem známým jako „Mito kišicu“, typ mužnosti blízký galantnosti. Celkově to byla kultura zcela opačná než Hombu Dojo v Tokiu. Vzhledem k tomu, že se nachází v hlavním městě Japonska, členstvo Hombu sestává z bílých límečků, intelektuálové, podnikatelé, politici a vysokoškoláci. Všichni členové, kteří přišli navštívit Iwama Dojo z Hombu, museli vypadat bledě a slabě z městského života na členy Iwamy. Studenti Iwamy se k nám z Hombu skutečně chovali jako k takovým ... a energicky nás vyzývali. Pro členy z Hombu Dojo, včetně Hombu učideši, jako jsem já, to byla otázka přežití. A Saito Sensei byl na vrcholu té hory, na kterou jsme museli ze všech sil vylézt. 
Čiba také zdůraznil Saitovo zaměření na katai-keiko (固い稽古) neboli energické cvičení bez zdržování se, které Uešiba učil a Saito demonstroval ve svých metodách výuky a praxe. Tento přísný trénink se Saitem, který Uešiba často pozoroval, zjevně zahrnoval také intenzivní kondiční cvičení a také obecnou farmářskou práci, se kterou měli studenti v Iwama dodžo pomáhat.
Ostatní studenti Saita potvrzují jeho závazek pokračovat v Uešibově odkazu a následovat a uchovávat Uešibovo učení tak, jak se je Saito naučil.  Saito věřil, že úderové techniky (atemi) jsou „životně důležitým prvkem“ aikido a také že principy šermu tvoří základ technik aikido. Obhajoval také trénink, jak se vyrovnat s útoky jiných bojových umění, jako jsou kopy cvičené v karate.
Podle Saitova syna, Hitohiro Saito (nyní Hitohira), Saito věřil, že základem všech technik s prázdnýma rukama, mečem a holí je zvládnutí základního postoje aikido (hanmi). Saito věřil, že jakmile si osvojíte správné držení těla, dalším krokem je vyvinout správné kiai (někdy překládáno jako „výkřik ducha“).

## Starší
Na začátku 70. let začali studenti aikido mimo Japonsko cestovat do Iwamy trénovat pod Saitoem. Později se vrátili do svých rodných zemí, aby učili to, co se naučili. Byl tam také malý počet japonských studentů Saitoa, kteří cestovali do zahraničí učit Aikido, jako je Takajasu-šihan.
Druh aikido, který Saito studenti dělají, je často označován jako Iwama aikido nebo styl Iwama . V Evropě vytvořil Saito, spolu s mnoha svými studenty, síť dodžo zvaných Iwama Rjú s hodnostmi získanými přímo od Saita spíše než, nebo navíc k těm od Aikikai, ačkoli Saito tuto organizaci nikdy neopustil. Saito také mezinárodně udělil certifikaci pro výuku zbraní Aiki (bokken a jo). Za menkyo-kaiden je považováno obdržení celé sady pěti zbrojních certifikací.
Saito Sensei také inspiroval mnoho lidí po celém světě k založení dodžo, které se zaměřuje na aikido ve stylu Iwama. Některá dodžo, jako Aikido ve Fredericksburgu, mají programy učideši na plný úvazek založené na tom, co Saito Sensei vyvinul v Iwama Dodžo. Učideši může absolvovat krátkodobá intenzivní studia (krátký pobyt) nebo dlouhodobé učňovské stáže po dobu jednoho roku nebo déle, aby se plně ponořil do výcviku.

### Rodinná linie Saito
Po Saitově smrti založil jeho syn Hitohiro nezávislý styl Iwama ŠinŠin Aiki Šuren Kai (神信合気修練会) . Některé z dodžo sítě Iwama Rjú se připojily k Hitohiru, zatímco jiné, včetně některých z nejdelších studentů Saita, se rozhodly zůstat spojeny s Aikikai .
Hitohiro už byl hlavním instruktorem v Iwama dodžo. Stejně jako Aikikai Došu si nenárokuje hodnost dan.

### Senioři aikido (5., 6. a 7. dan), Přímí studenti Saita
Tento krátký seznam byl vybrán na základě několika kritérií, včetně: hodnosti instruktora, jak dlouho studovali přímo u Saita (celková doba v Iwamě), jak dlouho byli studentem Saita (celková doba od doby, kdy se stali jeho studentem) a jak starší jsou ve svém regionu. Tento seznam ukazuje hodnosti, které Morihiro Saito osobně udělil ve svém životě (v rámci systémů Iwama Rjú a Aikikai).
Poznámka: Morihiro Saito nikdy neudělil žádný 8. dan. Nejvyšší hodnosti, které získal, byly dvě hodnosti Iwama Rjú 7. dan Šihan, které udělil Paolo Corallinimu (Itálie) a Ulf Evenåsovi (Švédsko).
U některých instruktorů je uvedena i současná hodnost, protože někteří z nich pokračovali ve výuce prostřednictvím jiných organizací (např. Aikikai Tokyo nebo Iwama ŠinŠin Aiki Šuren Kai, kterou založil Hitohiro Saito, Morihirův syn).
Například jediný 6. dan v dané zemi může být uveden, zatímco jeden z mnoha 6./7. danů v jiné zemi není, i když druhý instruktor je starší než první.
| Země               | Student                                                                                              | Hodnost udělena |
| Spojené státy      | William Witt (aktuální hodnost: Aikikai 8. dan Shihan) - první americký uchideshi Morihiro Saito     | 7. dan          |
| Itálie             | Paolo Corallini (aktuální hodnost: Aikikai 7. dan Shihan) – nejlépe hodnocený student Morihiro Saito | 7. dan          |
| Švédsko            | Ulf Evenås (aktuální hodnost: Aikikai 7. dan Shihan) - Nejlépe hodnocený student Morihiro Saito      | 7. dan          |
| Německo            | Ute a Mark van Meerendonk (aktuální hodnost: Aikikai 7. dan)                                         | 6. Dan          |
| Spojené státy      | Hans Goto (aktuální hodnost: Aikikai 7. dan)                                                         | 6. dan          |
| Spojené státy      | Patricia Hendricks (aktuální hodnost: Aikikai 7. dan)                                                | 6. dan          |
| Spojené státy      | Bernice Tom (aktuální hodnost: Aikikai 7. dan)                                                       | 6. Dan          |
| Spojené státy      | Kim Peuser (aktuální hodnost: Aikikai 7. dan)                                                        | 6. dan          |
| Japonsko           | Kenichi Shibata (aktuální hodnost: Aikikai 7. dan)                                                   | 6. dan          |
| Austrálie          | Saburo Takayasu (aktuální hodnost: Aikikai 7. dan)                                                   | 6. dan          |
| Francie            | Philippe Voarino (aktuální pozice: 7. dan Takemusu Aiki Intercontinental)                            | 6. Dan          |
| Francie            | Daniel Toutain (aktuální hodnost: Aikikai 6. dan)                                                    | 6. dan          |
| Holandsko          | Lewis Bernaldo de Quiros (aktuální hodnost: Aikikai 6. dan)                                          | 6. Dan          |
| Izrael / USA       | Miles Kessler (aktuální hodnost: Aikikai 6. dan)                                                     | 6. Dan          |
| Švédsko            | Lars-Göran Andersson (aktuální hodnost: Aikikai 7. dan Shihan)                                       | 5. dan          |
| Filipíny           | Dennis Tatoian (aktuální hodnost: 7. dan Iwama ŠinŠin Aiki Šuren Kai)                                | 5. dan          |
| Portugalsko        | Tristão da Cunha (aktuální hodnost: 8. dan Iwama ŠinŠin Aiki Šuren Kai, „Poslední Učideši“)          | 5. dan          |
| Francie            | Jean-Marc Serio (aktuální hodnost: Aikikai 6. dan)                                                   | 5. Dan          |
| Spojené království | Tony Sargeant (aktuální hodnost: 7. dan - AAUK)                                                      | 5. Dan          |
| Spojené státy      | Mark Larson (aktuální hodnost: Aikikai 6. dan) - poslední americký učideši Morihiro Saita            | 5. Dan          |
| Německo            | Edmund Kern (nejvyšší hodnost: Kjóši 8. dan IMAF)                                                    | 5. dan          |
| Německo            | Wolfgang Baumgartner (aktuální hodnost: Aikikai 7. dan)                                              | 5. dan          |